# Saori@destiny
Saori@destiny es una cantante japonesa de música electrónica. Actualmente es producida por Terukado Onishi (大西輝門 Ōnishi Terukado?).

## Antecedentes Musicales
Saori@destiny comenzó su carrera musical al hacer presentaciones en vivo en las calles de Akihabara. Se unió a la compañía discográfica D-topia Entertainment y lanzó su CD de edición limitada conteniendo la canción de Destiny's War, la cual fue el tema de apertura para el MMORPG Secret Online en diciembre de 2007. Poco después, lanzó lo que sería su primer sencillo denominado como "My Boy" el cual llegó al puesto no. 7 en la tabla de sencillos indie del Oricon. Para después lanzar su segundo sencillo llamado "Sakura" el cual salió a la venta el 26 de marzo de 2008 y oficialmente se convirtió en su gran debut. Su primer álbum, Japanese Chaos fue lanzado el 19 de noviembre de 2008. Conteniendo así "Sakura", un nuevo mix vocal de "My Boy" y un dempa remix de "Sayonara Revival" entre otras nuevas canciones.

El tercer sencillo de Saori, "Wow War Techno" salió a la venta el 11 de febrero como un CD de edición limitada y descarga digital solamente. 

Saori sacó a la venta un sencillo de edición limitada denominado como "Ethnic Planet Survival" (エスニック・プラネット・サバイバル Esunikku Puranetto Sabaibaru?) a través de Tower Records en enero de 2010 para posteriormente lanzar en el mismo año pero con casi un mes de diferencia otro sencillo edición limitada llamado "Lonely Lonely Lonely" a través de HMV.

Saori@destiny ha participado en el proyecto de Happy Birthay For Children de la UNICEF con el grupo de hiphop Riemann.Mic, grabando una canción titulada "Birthay Everyday" y lanzando su propio video promocional del tema.

## Discografía

### Sencillos
- My Boy (5 de diciembre de 2007)
- Sakura (26 de marzo de 2008)
- WOW WAR TECHNO (11 de febrero de 2009)
- Ethnic Planet Survival (エスニック・プラネット・サバイバル?) (20 de enero de 2010)
- Lonely Lonely Lonely (17 de febrero de 2010)

### Álbumes
- JAPANESE CHAOS (19 de noviembre de 2008)
- WORLD WILD 2010 (14 de abril de 2010)

### Miniálbumes
- WOW WAR TECHNO (18 de marzo de 2009)

- Datos: Q2086178